# Qixia (sockenhuvudort i Kina, Jiangsu Sheng, lat 32,14, long 118,94)
Qixia (kinesiska: 栖霞街道) är en sockenhuvudort i Kina. Den ligger i provinsen Jiangsu, i den östra delen av landet, omkring 16 kilometer nordost om provinshuvudstaden Nanjing. Antalet invånare är 50 247. Befolkningen består av 23 996 kvinnor och 26 251 män. Barn under 15 år utgör 9,0 %, vuxna 15-64 år 79 %, och äldre över 65 år 11,0 %.
Runt Qixia är det mycket tätbefolkat, med 1 956 invånare per kvadratkilometer. Närmaste större samhälle är Nanjing, 17,6 km sydväst om Qixia. Trakten runt Qixia består till största delen av jordbruksmark.
Genomsnittlig årsnederbörd är 1 291 millimeter. Den regnigaste månaden är juli, med i genomsnitt 289 mm nederbörd, och den torraste är december, med 32 mm nederbörd.